# Brezovec Zelinski
Brezovec Zelinski is een plaats in de gemeente Sveti Ivan Zelina in de Kroatische provincie Zagreb. De plaats telt 138 inwoners (2001).